# Laura Graves
Laura Graves, född den 22 juli 1987 i Burlington, Vermont, är en amerikansk ryttare.
Hon tog OS-brons i lagtävlingen i dressyr i samband med de olympiska tävlingarna i ridsport 2016 i Rio de Janeiro.